# It Was an Accident
It Was an Accident ist eine britische Filmkomödie aus dem Jahr 2000. Regie führte Metin Hüseyin, das Drehbuch schrieb Ol Parker anhand eines zeitgenössischen Romans von Jeremy Cameron.

## Handlung
Nicky Burkett wird nach einer fünfjährigen Haftstrafe freigelassen und kehrt in seinen Stadtteil Walthamstow im Norden von London zurück. Der Polizist George Hurlock ist gegen eine Beziehung seiner Tochter Noreen mit Burkett und drangsaliert den Mann.
Burkett bekommt Jobangebote von dem Gangster Mickey Cousins und von Rameez, dem Freund seiner Schwester Sharon. Zwischen Cousins und Rameez kommt es zu offener Rivalität. Burkett trifft Kelly, mit der er einen Sohn hat. Da Burkett Geld für seinen Sohn braucht, arbeitet er schließlich für Vernon Fitch, was zu Gewaltakten führt.

## Kritiken
Derek Elley schrieb in der Zeitschrift Variety vom 2. November 2000, der Film sei eine „überraschend geniale Gangsterkomödie“. Zwischen den mehreren Ethnien angehörenden Darstellern herrsche gute Chemie. Das Drehbuch sei gut geschrieben und zeige die Persönlichkeiten der Figuren, was im zeitgenössischen britischen Kino eine Seltenheit sei („Script is a rare thing in current British cinema -- well-worked and with personality and shape“). Die nordamerikanischen sowie die nicht englischsprachigen Zuschauer könne der Film weniger ansprechen.

## Auszeichnungen
Der Produzent und Courtney Pine als Komponist wurden im Jahr 2000 für den British Independent Film Award nominiert.

## Hintergründe
Der Film wurde in London gedreht. Er startete in den britischen Kinos am 27. Oktober 2000.